# Йонна имплантация
Йонна имплантация е нискотемпературен метод за обработка на повърхностния слой на материалите, при който йони или йонизирани молекули, ускорени до определена енергия, се внедряват в подложка (мишена), променяйки по този начин нейните физически и/или химически свойства. Свойствата на мишената се променят, както вследствие на включването на чуждите по отношение на химическия ѝ състав елементи, така и в резултат на образуване на дефекти в кристалната ѝ решетка. Йонната имплантация широко се използва при производството на полупроводникови прибори, за обработка на метали, като изследователски метод в материалознанието.

## Общи основи
Оборудването за йонна имплантация се състои от няколко основни части:
- Йонен източник – произвежда йонизирани частици на избраното химическо вещество;
- Ускорител – придава нужната енергия на йонизираните частици;
- Камера – пространство, където протича взаимодействието между йонизираните частици и мишената (облъчване на подложката).

Йонизираните частици могат да са както йони на единични атоми, така и йонизирани молекули. Количеството имплантирано вещество се нарича „доза“ и се определя чрез интегриране на йонния ток по времето, през което той тече. Токовете са обикновено от порядъка на микроампери.
Използваните енергии са в рамките между 10 до 500 keV. При енергии между 1 и 10 keV проникването на частиците в подложката е много плитко – не повече от няколко нанометра. Още по-малките енергии се използват не за имплантация на йони, а при йонно-лъчевото нанасяне на тънки слоеве, като при тези енергии повърхността на подложката практически не се нарушава. При използване на големи енергии, внедряването на йоните в подложката се съпровожда с нарушаване на нейното атомно подреждане, на структурата на решетката. В зависимост от дозата на имплантираните йони степента на нарушаването варира от единични дефекти, породени вследствие на разместване на атомите на решетката, до нейната аморфизация при кристалните материали. При много големи дози може да се прояви процес на разпрашване – избиване на атоми от повърхността на мишената. Този страничен ефект на имплантацията се наблюдава при използване на йони с голяма маса, малка енергия и голям ъгъл между йонния лъч и повърхността на мишената.
Дълбочината на проникване на йонизираните частици зависи от техния вид и енергия и от химическия състав на мишената, като при използване на моноенергетични йони се получава разпределение по дълбочина, близко до гаусово. То се дължи на загубата на енергия на йоните вследствие на каскадно взаимодействие с електроните и атомите на мишената. Средната дълбочина на проникване (среден пробег) на частиците се определя от техните атомни маси и от масите на атомите на подложката. В повечето случаи тя е между 10 нанометра и 1 микрометър.
Разпределението на йоните в подложката е важно от приложна гледна точка и се изчислява с помощта на компютърни програми, симулиращи процеса на взаимодействие на йоните с материала при зададени енергии и химически данни за йоните и подложката. Относително равномерното разпределение на йоните в приповърхностния слой, чийто свойства трябва да се модифицират, се получава чрез вариране на енергията и дозата на имплантираните йони по време на процеса.